# Era Fascista
Era Fascista var den nya tideräkning som infördes under 1920-talet i Italien av Mussolinis fascistregim, med början den 28 oktober 1922 (dagen för marschen mot Rom som gav Mussolini och fascisterna makten). Årtalen i denna tideräkning förkortades EF med en efterföljande romersk siffra, till exempel EF XXI.